# Ах Астахова
Ах Астахова (справжнє ім'я Ірина Олександрівна Астахова) — популярна серед молоді російська поетеса, що пише ліричні вірші про кохання і душевно-моральне терзання.

## Біографія
Народилася в Москві 29 листопада 1987 року. Закінчила музичну школу по класу фортепіано, а також художню школу по класу живопису. Перший вірш написала в 9 років. У 2007 році стала дипломантом студентського конкурсу «Вітрила надії» в номінації «Авторське читання». У 2011 році до Астахової приходить широка популярність після публікації відеоролика на вірш «Тебя хоть там любят?». Ролик набрав більше 1 млн. Переглядів.
У 2013—2014 роках Астахова дала понад 120 концертів в 53 містах і 8 країнах, які відвідали понад 35 000 чоловік. У 2013 році Астахова удостоїлася нагороди «Золота Горгулья» (щорічна церемонія клубу «16 тонн» в номінації «кращий арт-проект року». Протягом 2013 року Астахова активно гастролювала по Росії і Україні. На концертах в першому акті виходила в чоловічому костюмі і читала вірші від чоловічого обличчя, у другому акті з'являлася в жіночому образі. У тому ж 2013 році вийшов дебютний збірник віршів «Чоловіча лірика / Жіноча лірика», який представляв собою дві книги в одній. У книзі були опубліковані вірші написані від жіночого і від чоловічого обличчя.
У 2014 році Астахова зробила тур по Європі, виступивши в Парижі , Берліні , Барселоні, Мілані і  Празі. Потім Астахова вирушила в масштабний тур по Росії, що завершився великим концертом в клубі «16 тонн».
У 2015 році Астахова продовжила активно гастролювати по Росії і ближнього зарубіжжя. У Москві вона виступила з концертом в «Известия Hall» на Пушкінській площі, а в Тбілісі — в Будинку літератора. 1 жовтня 2015 року в Москві, на концерті в Центральному Будинку художника, Астахова презентувала свою другу збірку «Время сменить маршрут».

## Професійна оцінка
Творчість Астахової отримало негативні відгуки з боку професійних літературних критиків. Так, на думку Льва Оборіна твори Астахової не представляють ніякої художньої цінності, вона — автор «не те що вторинної, а третинної поезії, повної дешевого мелодраматизму і не має поняття про стилістику». На думку іншого фахівця, Дмитра Кузьміна, творчість Астахової належить до "своєрідного різновиду  масової культури " і являє собою "коктейль з ідейних і образних стереотипів для легкого засвоєння панянками з соцмереж ".